# Терношорський Гук
Терношо́рський Гук — водоспад в Українських Карпатах (в масиві Покутсько-Буковинські Карпати). Розташований на одній з правих приток річки Безулька, в межах села Яворів, що в Косівському районі Івано-Франківській області. 
Висота водоспаду — 3 м, блокового типу. Утворився в місці, де невеликий потічок перетинає скельний масив стійких до ерозії пісковиків. Поруч є невеличке сірководневе джерело з характерним запахом. Струмок біля водоспаду має ерозійну яму овальної форми розміром 2х4 м і завглибшки бл. 1,5 м, де в літню спеку можна охолодитись. На відстані близько 500 м від водоспаду розташований скельний масив «Терношорська Лада».

## Світлини та відео

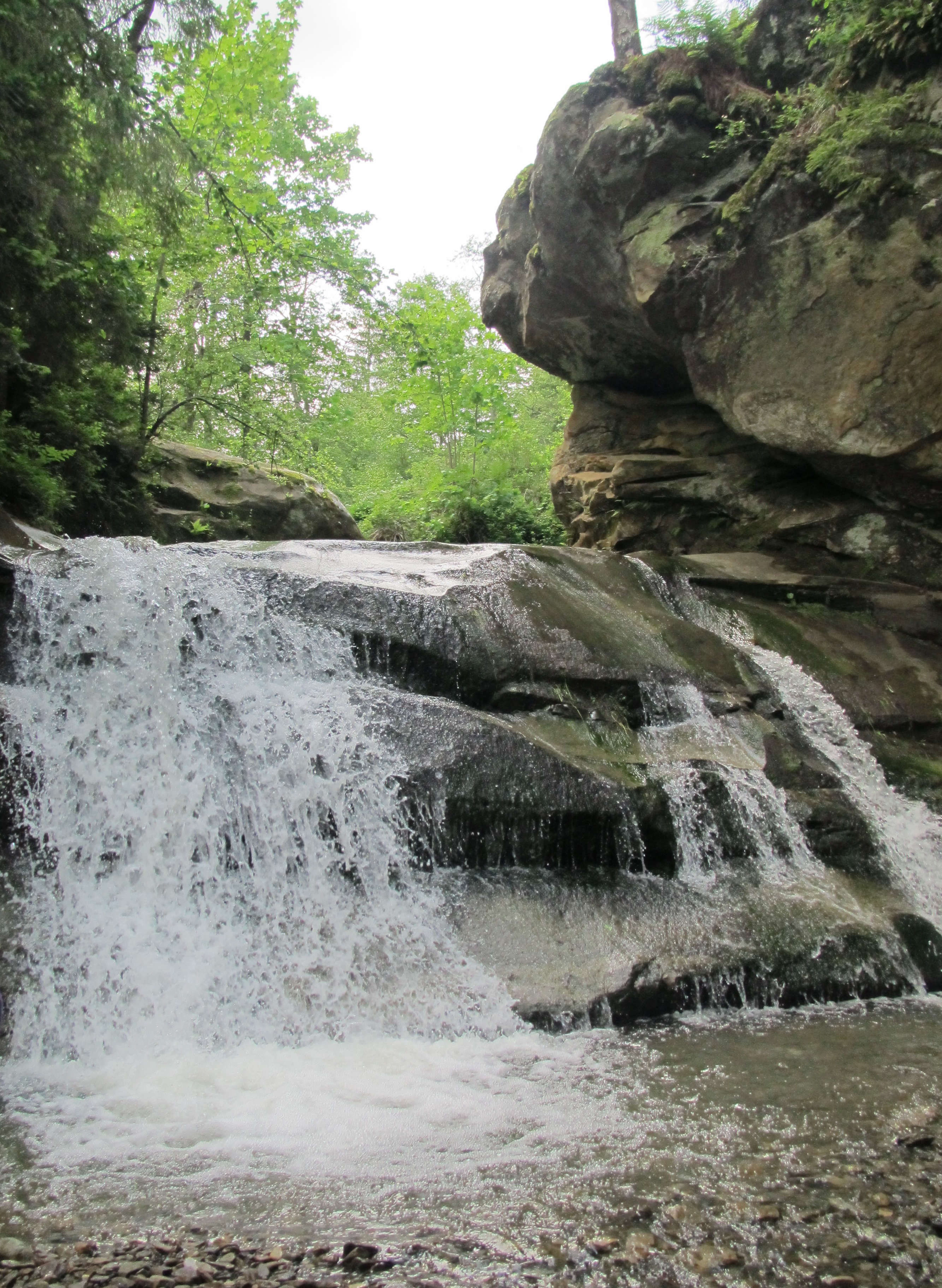
Водоспад влітку
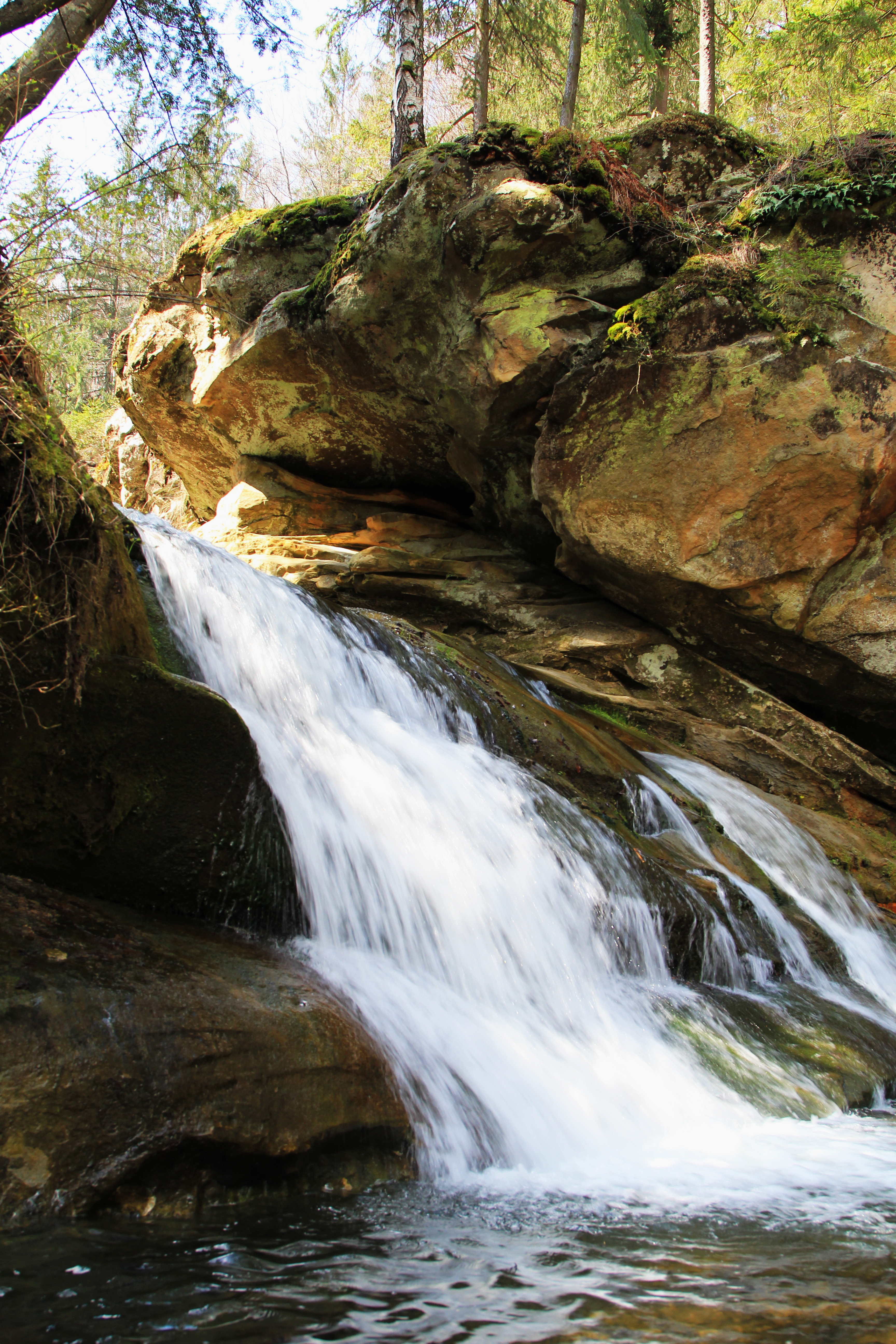
Водоспад збоку
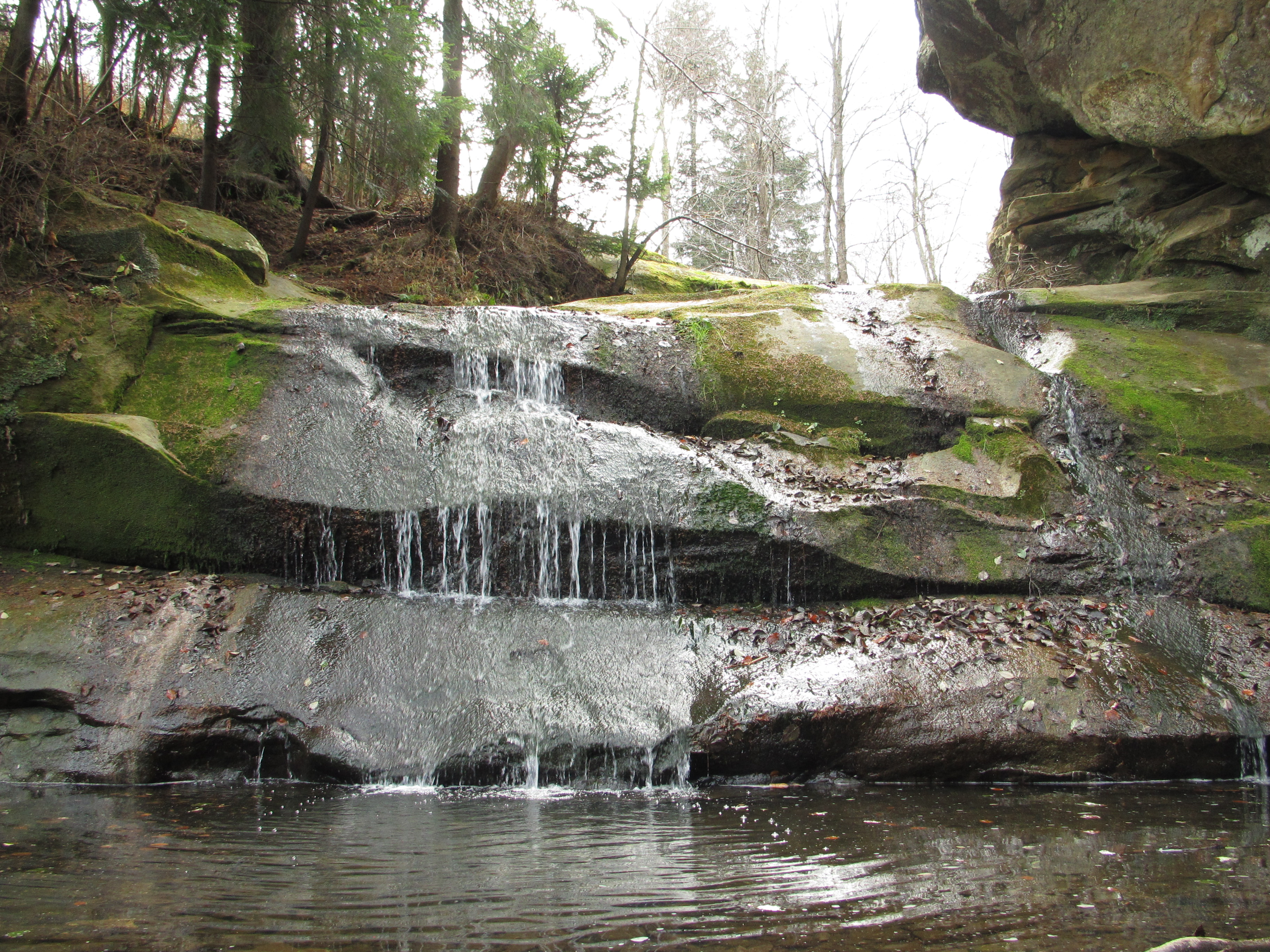
Водоспад восени
- Відео водоспаду